# Jean Van Houtte
Jean Marie Joseph Van Houtte (17. března 1907 – 23. května 1991) byl belgický křesťanskodemokratický politik a právník, představitel dnes již zaniklé belgické Křesťansko-sociální strany (Christelijke Volkspartij – Parti Social Chrétien). Byl premiérem Belgie v letech 1952–1954. Jeho vládu poznamenaly především spory o délku povinné vojenské služby. V letech 1950–1952 a 1958–1961 byl ministrem financí. V letech 1949–1968 byl senátorem. Roku 1966 získal čestný titul státní ministr (Minister van Staat, Ministre d'État).